# Canarium kerrii
Canarium kerrii är en tvåhjärtbladig växtart som beskrevs av William Grant Craib. Canarium kerrii ingår i släktet Canarium och familjen Burseraceae. Inga underarter finns listade i Catalogue of Life.